# Calamus leucosteus
Calamus leucosteus es una especie de peces de la familia Sparidae en el orden de los Perciformes.

## Morfología
• Los machos pueden llegar alcanzar los 46 cm de longitud total.

## Distribución geográfica
Se encuentra en las  costas del  Atlántico occidental: desde Carolina del Norte en el sur de Florida, y todo el Golfo de México .